# Gregor Klančnik
Gregor Klančnik, né 7 novembre 1913 à Mojstrana et mort le 30 mars 1995 à Prevalje, est un homme d'affaires, alpiniste, skieur et gymnaste slovène.

## Biographie
Il a obtenu son diplôme d'économie de la haute école de Belgrade en 1947, et occupa de 1936 à 1979 des postes de direction dans l'industrie métallurgique. Entre autres choses, il était directeur général de la fédération des aciéries slovènes.
Il a également été actif en tant que sportif, pratiquant alpinisme, saut à ski, combiné nordique et ski de fond. En 1938, il devient champion national de combiné, et en février 1934, lors de la course d'ouverture du nouveau tremplin de Planica, il arrive troisième du championnat national de saut à ski. Il a été pendant de nombreuses années directeur du club de sports de montagne et d'escalade de Ljbljana-Matica, qui a modernisé les refuges de Kredarica (1980-1984), et des sept lacs du Triglav (1985-1988).
Gregor Klančnik était membre honoraire de l'association des ingénieurs slovènes et citoyen d'honneur de Ravne na Koroškem. Il a en 1968 reçu le prix Bloudek, la plus haute récompense slovène pour ses réalisations dans le domaine du sport.

## Sources
- Slovenski planinski muzej: Gregor Klančnik (slovène, visité le 5. Juin 2011)
- Planica 1934-2011: Toutes les compétitions internationales, tous le podium des gagnants et des concurrents, avec la plus longue de saut à ski et les vols
- Bloudek prix 1965-2004 (slovène, s. 28)